# Casa Vives (Figueres)
La Casa Vives és una casa a la ciutat de Figueres (Alt Empordà) que forma part de l'Inventari del Patrimoni Arquitectònic de Catalunya.
Pertany a la família Vives i fou edificada tres generacions endarrere. Ha sofert modificacions a l'interior pels mateixos propietaris, que són constructors. Edifici entre mitgeres molt estret, de planta baixa amb portal i aparador, arrebossada i amb estries imitant les dovelles. Els dos pisos, separats per franges de ceràmica amb motius florals o vegetals, presenten un balcó cadascun. Sobre els balcons hi ha un llindar ceràmic i a la part superior dels balcons hi ha orla d'estuc de motius florals. La coberta és una terrassa amb balustrada.